# 菠蘿冰

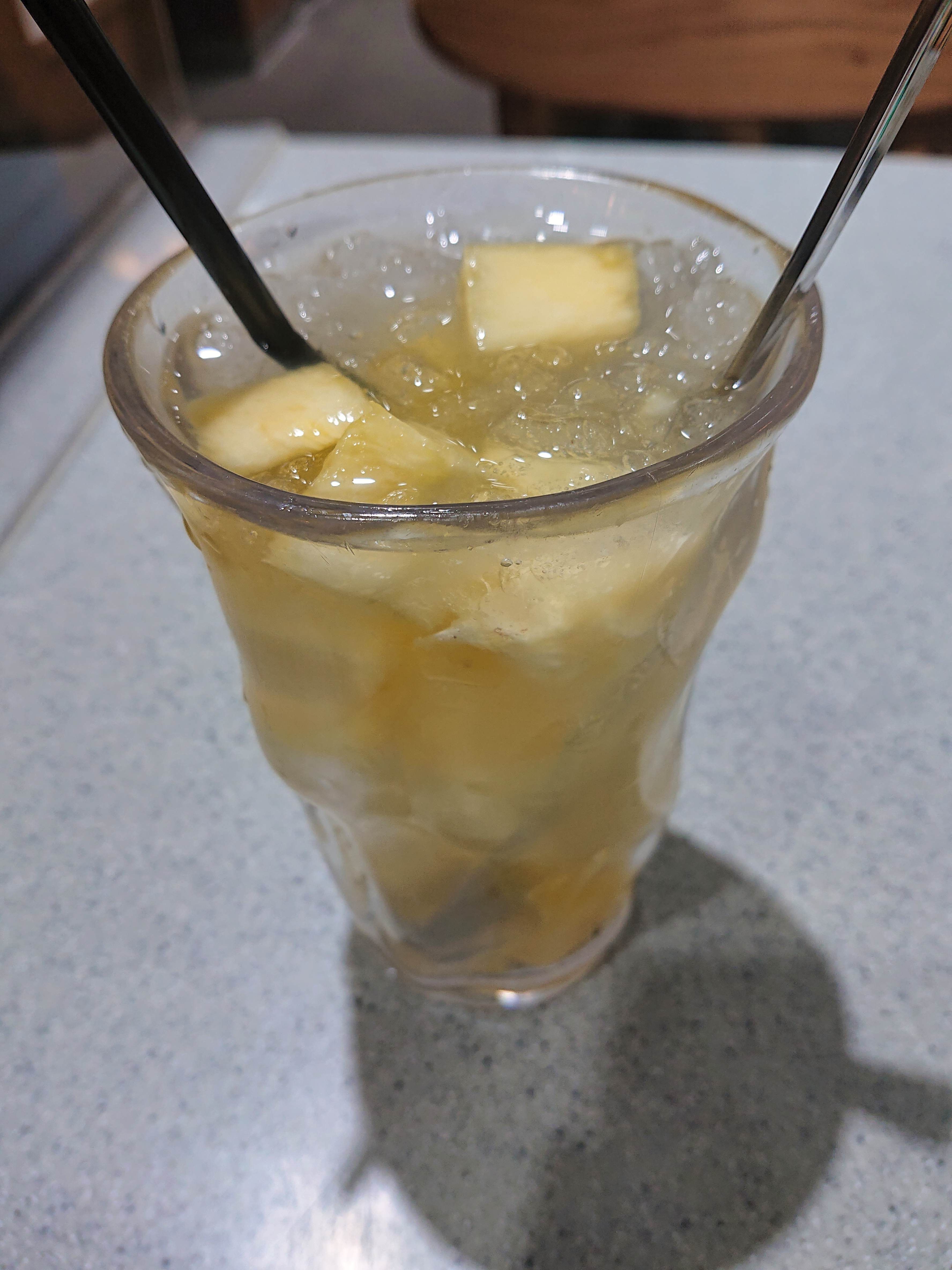
菠蘿冰

菠蘿冰是一種以菠蘿（鳳梨）切成片冰在雪櫃的甜品，起源於香港。
菠蘿冰是起源於香港的流動小販。做法是將菠蘿切块、浸泡糖水，然後放入雪櫃上层冷冻，最終雪至冰塊狀態。